# Madikhan Makhmetov
Madikhan Makhmetov (sinh ngày 3 tháng 3 năm 1993) là cầu thủ bóng nước người Kazakhstan thi đấu tại Thế vận hội Mùa hè 2020.